# Morād Peglū
Morād Peglū (persiska: مُراد بِيگلو, موراب, مُردا بِگلو, مراد پگلو, Morād Beyglū) är en ort i Iran.   Den ligger i provinsen Qazvin, i den nordvästra delen av landet, 160 km väster om huvudstaden Teheran. Morād Peglū ligger 2 061 meter över havet och antalet invånare är 208.
Terrängen runt Morād Peglū är kuperad. Runt Morād Peglū är det ganska tätbefolkat, med 108 invånare per kvadratkilometer. Närmaste större samhälle är Dānesfahān, 14,0 km nordost om Morād Peglū. Trakten runt Morād Peglū består i huvudsak av gräsmarker.